# La boda del acordeonista
La boda del acordeonista es una película dramática colombiana de 1986 dirigida y escrita por Luis Fernando Bottía y protagonizada por Orangel el Pangue Maestre, Iris Oyola, Natalia Caballero, Rosalba Goenaga y Lucy Mendoza. Se estrenó el 18 de abril de 1986 en el Teatro Roberto Arias Pérez de Bogotá. Fue exhibida en el Tercer Festival de Cine de Bogotá en abril del mismo año. Narra la historia de Adel, un cantor vallenato que va de pueblo en pueblo tocando su acordeón y enamorando a toda jovencita que encuentra.

## Reparto
| Actor                | Personaje     |
| -------------------- | ------------- |
| Orangel Maestre      | Adel          |
| Iris Oyola           | Blanca        |
| Natalia Caballero    | Ariana        |
| Rosalba Goenaga      | Hermana mayor |
| Lucy Mendoza         | Angélica      |
| Joaquina Castelbondo | Madre de Adel |
| Rafael Caneva        | Martín        |
| Rebeca López         | Ana           |
| Grace Molina         | Amanda        |
| Antonio Ricaurte     | Hermano mayor |
| Juan Acosta          | Comerciante   |